# 기호 지방

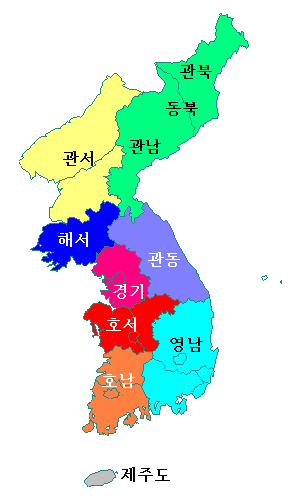
한국의 지방 구분

기호 지방(畿湖地方)은 경기 지방과 호서 지방을 통칭하는 한국의 지방 구분 용어로, 조선 시대 경기도·충청도를 포괄하며 또는 황해도 일부를 포함하기도 한다. 조선시대에는 기호학파가 형성되면서 정치적·학문적으로 정립된 개념도 반영되었다.

## 기호
기호(畿湖)는 우리나라의 서쪽 중앙부를 차지하고 있는 지역으로 경기도와 해서지방 남부(지금의 황해도 남부) 및 충청남도 북부를 이르는 말로도 사용된다.

## 해서
해서(海西)는 우리나라 중서부에 있는 도의 지명이었다. 삼국 시대에는 고구려의 땅이었으며, 조선 태종 때에 지금의 이름이 되었다. 쌀, 사과, 조기 등이 나며, 명승지로 배천 온천 등이 있다. 면적은 16,447㎢. 북한에서는 현재 황해남도와 황해북도로 나뉘어 있다.

## 같이 보기
- 한국의 지방 구분
- 서울특별시
- 인천광역시
- 경기도
- 대전광역시
- 충청남도
- 충청북도
- 세종특별자치시